# Parafia św. Klemensa I w Sewastopolu
Parafia św. Klemensa I w Sewastopolu – rzymskokatolicka parafia znajdująca się w diecezji odesko-symferopolskiej w dekanacie krymskim. Opiekę nad parafią sprawują marianie.

## Kościół parafialny
Kościół rzymskokatolicki pw. św. Klemensa I w Sewastopolu został zbudowany i konsekrowany w 1911 za przyzwoleniem cara Mikołaja II. Mieścił się przy ulicy Katolickiej (dziś Shmidta 1). Po rewolucji październikowej zamknięty do 1920, kiedy to na nowo zaczęto odprawiać w nim msze. Ostatecznie zarekwirowany przez komunistów w 1936. Ostatni proboszcz ks. Matias Gadajtis został rozstrzelany. Kościół został przebudowany, aby ukryć jego sakralny charakter: od frontu powstała dobudówka, która zniekształciła bryłę świątyni, zamurowano okna, zniszczono wieżyczkę oraz wspierający się na kolumnach neogotycki sufit. Budynek do 2009 służył jako kino. Mieściły się w nim również kawiarnia i szalety. Obecnie stoi pusty. Po zdjęciu ekranu kinowego ukazało się praktycznie nietknięte prezbiterium. 
Po wielu latach starań ze strony parafian, 3 czerwca 2018 r. przed kościołem z udziałem biskupa pomocniczego diecezji odesko-symferopolskiej Jacka Pyla i zastępcy głowy de facto władz miasta podległych Rosji Jurija Kirowa odbyła się ceremonia przekazania budynku wspólnocie katolickiej. Parafianie mają nadzieję, że w ciągu 6 lat uda się wyremontować budynek przywracając mu sakralny charakter. 
Od 1996 r. msze i nabożeństwa odprawiane są w prywatnym mieszkaniu na ul. Wielkiej Morskiej 52 w pobliżu kościoła. Parafia liczy ok. 400 wiernych.